# Langenegg
Langenegg település Ausztria legnyugatibb tartományának, Vorarlbergnek a Bregenzi járásában található. Területe 10,46 km², lakosainak száma 1 098 fő, népsűrűsége pedig 100 fő/km² (2014. január 1-jén). A település 700 méteres tengerszint feletti magasságban helyezkedik el.
régiói:  nyugaton Reute,a közepétől picit nyugatra Unterlangenegg, a közepén Finkenbühl, a közepétől északkeletre Hälisbühl, délen Bommern, a közepétől délkeletre Oberlangenegg, keleten Hohen, délkeleten Rotenberg,

## Fordítás
- Ez a szócikk részben vagy egészben  a   Langenegg című angol Wikipédia-szócikk ezen változatának fordításán alapul.  Az eredeti cikk szerkesztőit annak laptörténete sorolja fel. Ez a jelzés csupán a megfogalmazás eredetét és a szerzői jogokat jelzi, nem szolgál a cikkben szereplő információk forrásmegjelöléseként.